# 城樹翔
城樹 翔（しろき かける）は、日本の男性声優。主にアダルトゲームに出演している。

## 出演
太字はメインキャラクター。

### アダルトゲーム
2006年
- ウィズ アニバーサリィー （ノルバン＝ネーブルステア[1]）
- ウィズ アニバーサリィー ☆ FUNTA! feat.RURU（ノルバン＝ネーブルステア）
- ef - a fairy tale of the two. （堤京介）
- 抜け忍〜捕獲、そして調教へ〜（霧人[2]）

2007年
- 明日の君と逢うために （瀬戸和也[3]）

2008年
- 明日の七海と逢うために （瀬戸和也）

2010年
- Tiny Dungeon 〜BLACK and WHITE〜（ラーロン=ハデラ[4]）
  - Tiny Dungeon 〜BLESS of DRAGON〜（ラーロン=ハデラ[5]）
  - Tiny Dungeon 〜BIRTH for YOURS〜（ラーロン=ハデラ[6]）
- 初恋サクラメント（外丸真一[7]）
- 天使の日曜日 -“ef - a fairy tale of the two.”Pleasurable Box.（堤京介）

2011年
- Lunaris Filia 〜キスと契約と真紅の瞳〜（上杉正虎[8]）
- SuGirly Wish（岸先生[9]）
- Strawberry Nauts（紬木智[10]）

2012年
- 竜翼のメロディア -Diva with the blessed dragonol-（ジョイス・グリフィン[11]）
- Justy×Nasty 〜魔王はじめました〜（木崎純[12]）

### DVD-PG
- D.C. 〜ダ・カーポ〜 DVD Players Game シリーズ（朝倉純一）

### 一般ゲーム
- ほめられてのびるらじお 100周年目のほめらじの輪（2017年、うっちー）[13]

### アダルトアニメ
- 鋼鉄の魔女アンネローゼ（橘陸郎）※第3、4巻
- Tentacle and Witches（橘壱郎[14]）
- 兄嫁はいじっぱり（葛城勤[15][16]）
- ふたりの兄嫁（進也[17][18]）

### ドラマCD
- ef - a fairy tale of the two.（堤京介[19]）

### インターネットラジオ

#### パーソナリティ
- Whirlpool & HOOKSOFT Presents うみおかける!大航海ラジオ[20]

#### ゲスト出演
- ほめられてのびるらじおPP（第33[21], 34[21], 54[22], 55[22], 94, 105, 106[23], 145[24],188[25],189回,514[25] X'masケーキ特典とりおろし番組 ゲスト）

城（しろ）を「白」とかけ、ホワイトデー・ホワイトクリスマスなど白が似合う日にあわせて出演することが多い。そのため、事前に告知していないにもかかわらず、リスナーからメールが投稿される。
- おもしろミノリ放送局（第3, 4, 11, 12回ゲスト）